# Tiefencastel
Tiefencastel foi uma comuna da Suíça, no Cantão Grisões, com 269 habitantes, de acordo com o censo de 2010. Estendia-se por uma área de 14,85 km², de densidade populacional de 16 hab/km². Confinava com as seguintes comunas: Alvaneu, Alvaschein, Brienz/Brinzauls, Cunter, Filisur, Mon, Riom-Parsonz, Savognin, Stierva, Surava.
As línguas oficiais nesta comuna eram o alemão (de acordo com o censo de 2000, língua materna de 58,3% da população)  e o romanche, língua materna de 37,8% dos habitantes da comuna.

## História
Em 1 de janeiro de 2015, passou a formar parte da nova comuna de Albula/Alvra.